# Murdannia acutifolia
Murdannia acutifolia är en himmelsblomsväxtart som först beskrevs av Carl Karl Adolf Georg Lauterbach och Karl Moritz Schumann, och fick sitt nu gällande namn av Robert Bruce Faden. Murdannia acutifolia ingår i släktet Murdannia och familjen himmelsblomsväxter. Inga underarter finns listade.